# Femogibbosus
Femogibbosus is een geslacht in de taxonomische indeling van de haakwormen, ongewervelde en parasitaire wormen die meestal 1 tot 2 cm lang worden. De worm behoort tot de familie Cavisomidae. Femogibbosus werd in 1973 beschreven door Paruchin.